# Rivière-à-Pierre
Pour les articles homonymes, voir Rivière à Pierre.
Rivière-à-Pierre est une municipalité de la municipalité régionale de comté (MRC) de Portneuf, dans la région administrative de la Capitale-Nationale, au Québec, Canada.

## Toponymie
Le toponyme « Rivière-à-Pierre » a été inscrit le 5 décembre 1968 à la Banque des noms de lieux de la Commission de toponymie du Québec. Ce registre des toponymes indique: « Comme le lit de la rivière à Pierre (toponyme en usage sous la forme Rivière Pierre depuis au moins 1829 par l'arpenteur Jean-Pierre Proulx) était jadis considéré comme très rocailleux et que celle-ci devait se frayer un chemin à travers de nombreux rochers escarpés, il paraissait tout à fait naturel de lui attribuer cette appellation, laquelle a été transposée à une municipalité de la région portneuvoise en 1948 ».
Le toponyme de la rivière serait-il relié au toponyme « lac à Pierre » situé à la tête de la Petite rivière Batiscan (au nord-est du village de Rivière-à-Pierre) qui se déverse à travers une succession de lacs dans la rivière à Pierre (Petit lac Batiscan, lac Parke et lac du Coin) ? Les rivières et les lacs de la région ont généralement un lit de nature pierreuse.
Le canton de Bois tire son origine de l'Abbé Louis-Édouard Bois, bibliophile, qui a rédigé une édition des Relations des Jésuites. La municipalité du canton de Bois a été constituée en 1897 et a adopté l'appellation Rivière-à-Pierre en 1948. La gare bâtie sur le bord du chemin de fer Quebec and Lake St-John, portait déjà le nom de Rivière-à-Pierre-Station.

## Histoire
Les premiers colons sont arrivés à Rivière-à-Pierre vers 1880, vivant de la foresterie et de l'agriculture. Les premiers lots des pionniers ont été acquis autour du lac Vert, en amont du village. L'endroit connu à cette époque comme la Mission du canton de Bois, désigné d'après Louis-Édouard Bois (1813-1889), ancien curé de Maskinongé et historien du Canada français.
Peu de temps après le début de la colonisation, du granite est découvert dans ce secteur, ce qui a conduit au son développement artisanal. L'arrivée du chemin de fer en 1885 engendre un essor démographique et économique considérable. Simultanément, l'exploitation de la pierre de granite s'est développée pour devenir une industrie prédominante à Rivière-à-Pierre.
En 1884, la mission de Saint-Bernardin-de-Sienne est constituée,.
En 1885, le chemin de fer construit entre Québec et le lac-Saint-Jean, passant dans le village naissant, engendre l'arrivée de nouveaux colons. Cette même année, le bureau de poste et la gare de Rivière-à-Pierre sont implantés, suivis par la chapelle en 1890. En 1897, la municipalité du canton Bois est constituée avec Joseph-N. Perron comme premier maire,.
En 1908, la mission Saint-Bernardin-de-Sienne fut élevée au statut de paroisse et érigée canoniquement.
En 1928, la Compagnie d'électricité est constituée, exploitant un barrage hydro-électrique à la chute de la Marmite, située au nord-est du village. En 1947, la Shawinigan Water and Power Company fait l'acquisition de la Compagnie d'électricité locale.
La route de Saint-Raymond est construite à partir de 1936 (et non goudronnée jusqu'à 1976). Avant 1936, la seule route carrossable était celle reliant Rivière-à-Pierre à Notre-Dame-des-Anges. En 1948, la municipalité du canton Bois devient la municipalité de Rivière-à-Pierre.
Le collège Saint-Georges est construit en 1938. À partir de 1903, le pensionnat Saint-Joseph du Sacré-Cœur éduque la jeunesse. Les Sœurs servantes du Saint-Cœur-de-Marie administrent ce pensionnat jusqu'à sa fermeture en 1970. Cet ancien couvent sert d'externat de 1970 à mars 1982, l'école Saint-Cœur-de-Marie ayant été construite en 1981-1982 et inaugurée le 6 juin 1982. Finalement, le Couvent est démoli en 1986, pour y ériger un centre communautaire.
En 1968, la réserve faunique de Portneuf commence ses activités.
En 1990, les citoyens de Rivière-à-Pierre participent activement aux célébrations du centenaire de la paroisse. Le monument du millénaire en granite gris est dévoilé, avec les inscriptions gravées de bienvenue, « Au revoir » et la célébration du centenaire de la localité.
En 2025, l'îlot paroissial comprenant l’église, le presbytère, et le cimetière est cité comme site patrimonial.

## Géographie
Le village de Rivière-à-Pierre s'est développé de chaque côté de la rivière qui porte son nom. Rivière-à-Pierre est la deuxième plus grande municipalité de la MRC de Portneuf en superficie. Rivière-à-Pierre est reconnu comme la porte d'entrée de la réserve faunique de Portneuf. La municipalité fait partie du bassin versant de la rivière Batiscan, sauf deux parcelles de son territoire: une zone au sud-est (à la limite de Saint-Raymond) et une toute petite zone à l'ouest à la limite du TNO du Lac-Masketsi. . Le village est situé à 15 km (en suivant le parcours sinueux de la rivière) de l'embouchure de la rivière à Pierre qui coule vers l'ouest jusqu'à la rivière Batiscan. Par la route, l'église Saint-Bernardin de Rivière-à-Pierre est située à 23,6 km de l'église de Notre-Dame-de-Montauban, à 26,6 km de l'église de Saint-Léonard-de-Portneuf, à 37,1 km de l'église de Saint-Raymond de Portneuf et à 96,4 km du Château Frontenac en la ville de Québec (Québec). Par la route, la distance entre l'église de Rivière-à-Pierre et le lac Édouard (Haute-Mauricie) est de 111 km.
La route 367 passe au sud du village de Rivière-à-Pierre. Jadis, la route 367 relie Saint-Augustin-de-Desmaures et Rivière-à-Pierre, en passant par Saint-Raymond. Au cours des années 1990, cette route a été prolongée jusqu'au Lac-aux-Sables, en passant par Notre-Dame-de-Montauban.

### Hydrographie
Le bassin versant de la rivière à Pierre est de 216 km2, soit le septième bassin le plus important de la Batiscanie.
Le village est situé dans le sous-bassin hydrographique de la rivière à Pierre qui se déverse sur la rive gauche de la rivière Batiscan qui délimite le nord-ouest de la municipalité puis la traverse vers le sud. À partir du lac Genest, dans le nord-ouest, la rivière Genest(d) coule vers le sud-est jusqu'à sa confluence rive droite avec la rivière Batiscan. La Grande rivière Bostonnais coule vers le sud-est jusqu'à sa confluence avec la rivière Batiscan à l'ouest du village. La rivière Blanche coule vers le sud-ouest jusqu'à sa confluence sur la rive droite de la rivière à Pierre au village de Rivière-à-Pierre. La rivière Noire coule vers le sud-ouest où elle délimite le sud-ouest de la municipalité jusqu'au lac Montauban. 

#### Les environs du village
Le village est entouré de plusieurs petits lacs. En amont du village (côté nord-est), les lacs Morasse, du milieu et de la ferme (dit du Dépôt) sont formés par un renflement de la rivière à Pierre qui prend sa source au lac Cristal (loin dans le nord-est). Tandis que le lac Vert est situé à proximité (côté est) du lac de la ferme. Sur le côté sud du village, le lac Beaupré est enchâssé entre la rivière à Pierre et la rue Principale. À environ 450 mètres vers l'est, il y a le lac de la Montagne.

#### Rivière à Pierre
En amont du lac de la ferme, la rivière à Pierre comporte deux affluents importants, soit le ruisseau Gervais et la Petite rivière Batiscan. La rivière à Pierre coule du nord-est au sud-ouest Jusqu'à sa confluence avec la rivière Batiscan dans le sud-ouest de la municipalité et comportent plusieurs groupes de plans d'eau à sa tête, dont :
- le lac Cristal qui reçoit notamment la décharge du lac Vautri (lequel est entouré d'une dizaine de petits lacs encore plus hauts) ;
- le lac à Pierre (entouré de sept petits lacs qui s'y déversent) se déverse dans le Petit lac Batiscan ; à son tour, ce dernier se déverse dans la Petite rivière Batiscan ;
- le lac Gervais qui se décharge dans le ruisseau Gervais lequel rejoint 2 km plus au sud le Petit lac Scott; le ruisseau Gervais se continue sur 2 km vers le sud pour se déverser dans le lac Landry; 3,3 km plus au sud, le ruisseau Gervais se déverse dans la rivière à Pierre.

À 4,8 km plus au sud de la décharge du ruisseau Gervais, la rivière à Pierre se jette dans le lac à l'orignal. Puis 10 km plus bas, après avoir récupéré quelques petits affluents, la rivière se déverse dans le lac de la ferme, au nord-est du village de Rivière-à-Pierre.
Le poste d'accueil de la réserve faunique de Portneuf entre le lac de la ferme et le lac vert. La rivière à Pierre (incluant une bande généralement d'environ 0,5 km à l'est de la rivière) délimite la partie est du territoire de la réserve faunique, à partir de ce poste d'accueil et en remontant vers le nord-est jusqu'au lac Cristal. Toutefois, cette limite de la réserve fait exception sur environ 3,5 km, où elle empiète davantage vers l'est sur le territoire de la Zec Batiscan-Neilson, jusqu'à une profondeur de 2,8 km à 4,0 km, pour intégrer les lacs Parke, du Cordon et du Coin.

#### Rivière Blanche
La rivière Blanche couvre un bassin versant considérable (voisin du côté ouest du bassin supérieur de la rivière à Pierre), en prenant sa source au Lac Blanc dont un barrage est aménagé à son embouchure. Plus d'une dizaine de petits lacs environnant se déversent dans le lac Blanc. En descendant, les eaux de la rivière Blanche se jettent dans une succession de lacs jusqu'au village de Rivière-à-Pierre: lacs Lupé, Ralph, Gilles, Tony, Lietto et Lorenzo.
La réserve faunique de Portneuf comprend la partie intermédiaire du bassin versant de la rivière Blanche. En remontant, la rivière Blanche, l'on atteint la limite sud de la réserve qui est située à 6,3 km (en ligne directe) du centre du village de Rivière-à-Pierre. Tandis que les derniers plans d'eau avant la limite nord de la réserve sont les lacs Central et Perrière. La partie nord du bassin versant de la rivière Blanche est intégré à la Zec de la Rivière-Blanche, incluant les lacs Lorenzo et Tony.

## Démographie
| 1981 | 1986 | 1991 | 1996 | 2001 | 2006 | 2011 | 2016 | 2021 |
| ---- | ---- | ---- | ---- | ---- | ---- | ---- | ---- | ---- |
| 690  | 682  | 672  | 694  | 689  | 694  | 671  | 584  | 625  |

Logements privés occupés par les résidents permanents (2011) : 304 (sur un total de 574 logements).
Langue maternelle :
- Le français comme langue maternelle : 100 %
- L'anglais comme langue maternelle : 0 %
- L'anglais et le français comme première langue : 0 %
- Autres langues maternelles : 0,0 %

## Administration
La paroisse du canton de Bois a été constituée civilement le 11 octobre 1897.
Les élections municipales se font en bloc pour le maire et les six conseillers.
| Rivière-à-Pierre Maires depuis 2003                                                                                  |                           |         |          |
| Élection | Maire                     | Qualité | Résultat |
| 2003 | Gaétan Saint-Laurent      |         | Voir     |
| 2005 | Ghislaine Noreau          |         | Voir     |
| 2009 | Ghislaine Noreau          | Voir    |          |
| 2013 | Jean Mainguy              |         | Voir     |
| 2017 | Andrée Cauchon St-Laurent |         | Voir     |
| 2021 | Danielle Ouellet          |         | Voir     |
| Élection partielle en italique Depuis 2005, les élections sont simultanées dans toutes les municipalités québécoises |                           |         |          |

## Devise
Le blason de la municipalité affiche en bandeau la devise locale "Paix et fidélité".

## Attraits

### Piste multifonctionnelle
La gare de Rivière-à-Pierre est le point terminal (soit le 68e km) de la piste Jacques-Cartier/Portneuf, qui est désignée la no. 6 de la "Route verte" depuis 2007. Le projet d'aménagement de cette piste avait été initié en 1993 par des leaders de la région et a été officiellement ouverte au public en juillet 1998. Grâce aux démarches des MRC de Portneuf et MRC de la Jacques-Cartier pour l'acquisition des terrains, cette piste a été aménagée sur l'emprise de l'ancienne voie ferrée désaffectée du Canadien National (désigné "Corridor des cheminots"), reliant Rivière-à-Pierre à Sainte-Catherine-de-la-Jacques-Cartier. En partant de Rivière-à-Pierre, cet ex-corridor des cheminots traverse, d'est en ouest, une série de villages pittoresques du comté de Portneuf en suivant généralement la route 367 :
- Saint-Léonard-de-Portneuf (km 39,3),
- Saint-Raymond (km 32,5),
- Lac-Sergent (km 21,7),
- Sainte-Catherine-de-la-Jacques-Cartier (km 14),
- Shannon (km 4,6),
- Saint-Gabriel-de-Valcartier (km 0)[15].

Cette piste comporte divers points de services (à proximité) pour les randonneurs: hébergement, restaurant, dépanneur, toilettes publiques, aires de repos, abris, tables de pique-nique, quelques points d'eau potable, stationnement, etc. Elle offre aussi des paysages enchanteurs et des sites d'observation (ex.: la chute à l'ours situé au km. 48,5) avec des belvédères aménagés. Cette piste se connecte aussi à d'autres pistes cyclables (ex.: la piste Dansereau de 16 km reliant Pont-Rouge à Sainte-Catherine-de-la-Jacques-Cartier) ou des pistes de vélo de montagne. Cette piste est surtout empruntée par les cyclistes, les marcheurs et les patineurs à roues alignées; et en hiver, par des adeptes de raquettes, de ski de fond ou de marche.
À Rivière-à-Pierre, le Conseil municipal a contribué à l’aménagement aux abords de la piste, notamment par la construction d'un poste d’accueil avec toilettes permanentes. En sus, les entreprises de granite de Rivière-à-Pierre ont fabriqué des tables de pique-nique en granite au poste d’accueil.

### Carrières de granite
Au tout début de la colonisation de Rivière-à-Pierre, l'exploitation du granite était artisanale. La pierre était taillée avec des outils manuels, à force de muscles d'hommes. Elle a pris de l'ampleur avec l'arrivée du chemin de fer du Grand Trunk qui arriva au village vers 1888 en provenance de la Basse-Mauricie pour relier le Lac Saint-Jean. Les premières carrières d'envergure auraient été celles de Fortunat Voyer et Joseph-N. Perron dès 1894. Le granite rose de l'immeuble Langelier en la ville de Québec provenait de la carrière de Fortunat Voyer.
Au début du XXe siècle, près du village, deux nouvelles carrières de granite rose sont en production, dont l’une a fourni l'équivalent de deux mille wagons de pierres ayant servi à l'érection des piliers du pont de Québec en 1907. Entre 1920 à 1960, de nouvelles carrières démarrent pour l'extraction du granite rose.

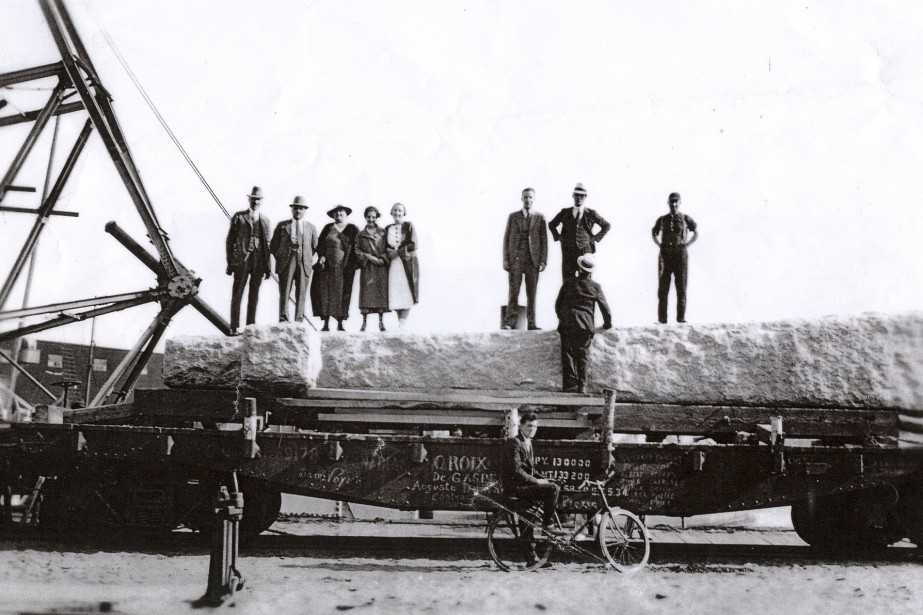
En 1934, la Croix de Gaspé est installée sur deux wagons.

En 1938, la fusion des compagnies Arthur Dumas et Fortunat Voyer et Fils, qui engendra la nouvelle compagnie Dumas et Voyer, contribua à l'essor de l'industrie du granite.
En 2005, 17 carrières de pierres produisaient des panneaux et des tranches de pierre, lesquels servent à une variété de produits de la pierre, notamment pour des monuments, des marches, des bordures de trottoirs, de pavés, le recouvrement de bâtiments, la confection de tuiles, des stalles... Les tailleurs de pierre façonnent aussi des pièces de pierres commandées sur mesure.
Les années 1960 marquent la phase d'exploitation la plus significative de l'histoire de Rivière-à-Pierre, alors que 18 nouvelles carrières de granite entrent en activités. L'extraction du granite vert a commencé en 1961, par la compagnie White Diamond Granite. Cette variété de granite, désignée Vert Forêt ou Vert Atlantique, s'est popularisée après avoir a été retenue parmi les matériaux de l'érection en 1983 de la bâtisse du siège social de la compagnie IBM à New York. Notons deux nouvelles carrières de granite brun qui débutent en 1962 par la compagnie Dumas et Voyer; la variété Calédonia y est notamment extraite et est reconnue pour sa pureté.
Depuis la découverte du granite à Rivière-à-Pierre, une cinquantaine de carrières ont été exploitées. Dans la deuxième moitié du XIXe siècle, les petites carrières familiales et/ou artisanales ont été remplacées ou acquises par des grandes entreprises. Les équipements modernes de sciage de la pierre et de transport ont supplanté les anciens moyens d'extraction.

### Centre d'interprétation du granite
Construite en 1947, la tour à feu construite en face de la Mairie servait jadis au séchage des boyaux d'incendie. Aujourd'hui, cette bâtisse loge le Centre d’interprétation du granite de Rivière-à-Pierre. Cette tour à feu est l'une des rares encore existante au Québec.
Cette tour à feu a été réaménagée en 2002 par la municipalité. Les entreprises œuvrant dans le granite à Rivière-à-Pierre ont contribué à son aménagement, notamment en fabriquant des tables de pique-nique au poste d'accueil de la piste multifonctionnelle Jacques-Cartier/Portneuf. Constitué à l'initiative des citoyens de Rivière-à-Pierre, ce Centre d'interprétation qui a commencé ses activités à l'été 2002, met en valeur le granite qui est une roche plutonique composée de quartz, de mica et de feldspath cristallisés sous forme de grains visibles à l'œil. Selon les géologues, il y a au moins douze différentes sortes de granite dans les carrières de Rivière-à-Pierre, lesquelles ne sont pas tous exploitées commercialement. Ce granite qui constitue une des plus belles richesses naturelles et distinctives de la localité, est grandement reconnue au Québec, au Canada et dans le reste de l'Amérique du Nord pour sa qualité dont sa couleur. Cette pierre est aussi exportée mondialement, notamment au Japon, en Australie, en Espagne, à Taïwan et en Corée du Sud.
Le Centre d'interprétation du granite de Rivière-à-Pierre présente en profondeur les activités d’exploitation, de transformation, de transport, le marché et les produits dérivés du granite. Le Centre met en lumière qu'en 1934, lors de la célébration du 400e anniversaire de l'arrivée de Jacques Cartier en Amérique du Nord, la paroisse du Canton de Bois (aujourd'hui désigné "Rivière-à-Pierre") a contribué à l'érection de la Croix de Gaspé (Québec). Cette croix monolithique, inaugurée le 25 août 1934 à Gaspé (Québec), a été taillée à la carrière Auguste Dumas et Cie de Rivière-à-Pierre.
Les tailleurs de pierre et les graveurs de pierre ont le mérite d'avoir contribué à des œuvres architecturales d'importance avec le granite de Rivière-à-Pierre, notamment à: L’Olympia York, le Toronto Dominion, le Battery Park de New York, le monument des Braves en face du parlement d’Ottawa, piliers du pont de Québec, la Citadelle (à Québec), des stations du métro de Montréal, Grand Séminaire de Québec, Basilique Sainte-Anne-de-Beaupré reconstruite à partir de 1923 après l'incendie du 29 mars 1922, bordures de trottoirs et de routes au Québec, en Ontario, au Nouveau-Brunswick et aux États-Unis, sections de la base de la statue de la Liberté à New York, édifice Parthenais de Montréal construite vers 1965, le gratte-ciel Philip Morris à New York construit en 1982-83, les murs bordant le quai de la rivière Saint-Charles en la Ville de Québec… Presque tous les cimetières du Québec comportent des pierres tombales ou des monuments, dont le granite a été extrait (et/ou taillé) à Rivière-à-Pierre.
Situé en face de la mairie, ce Centre d’interprétation du granite est ouvert aux visiteurs en saison estivale.

### Chute de la Marmite
À 4,4 km du centre du village (ou à 2,2 km au nord-est du lac de la ferme), la chute de la Marmite a un caractère géologique particulier. Les eaux tumultueuses de la rivière à Pierre ont usé le roc en créant de nombreuses marmites. Le site de la chute de la Marmite est idéal pour les amateurs de la nature et un parc public a été aménagé autour. À partir de 1928, la Compagnie d'électricité a exploité un barrage hydro-électrique à la chute de la marmite. En sus, la porte d'entrée Rivière-à-Pierre de la réserve faunique de Portneuf est situé près de la chute de la Marmite.

### Gare du chemin de fer
Le lien ferroviaire Montréal-Jonquière est toujours en exploitation, autant pour le transport de marchandises que pour les voyageurs. La gare de Rivière-à-Pierre est toujours utilisée pour desservir les voyageurs, tandis que la ligne ferroviaire qui reliait jadis Rivière-à-Pierre et Québec (en passant par le comté de Portneuf) a été démantelée. La piste multifonctionnelle Jacques-Cartier/Portneuf a été aménagée sur les assises de cette ex-ligne ferroviaire du Canadien National.

### Église et presbytère

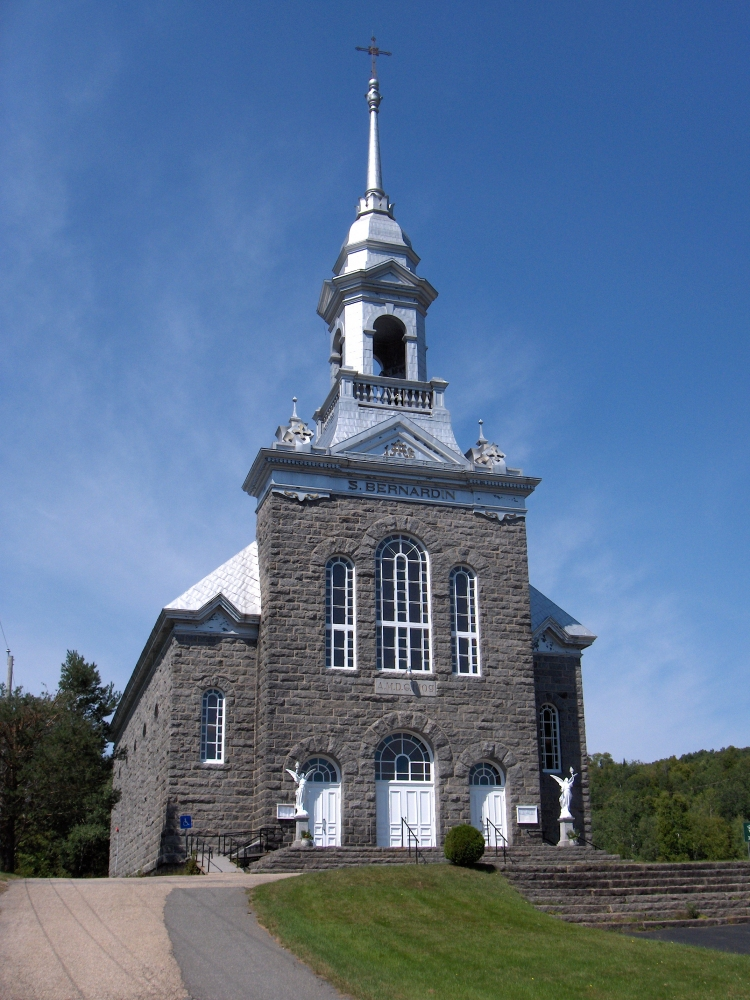
Église Saint-Bernardin-de-Sienne, construite en 1909

La paroisse catholique de Saint-Bernardin-de-Sienne a été constituée canoniquement en 1908,. L'église a été construite en 1909, basé sur les plans conçus par l'architecte Joseph-Georges Bussières. Le granite de Rivière-à-Pierre a été utilisé localement notamment pour l'érection notamment de l'église Saint-Bernardin, le presbytère et la réplique de la croix de Gaspé. Le grand perron et les deux larges escaliers en avant de l'église sont aussi fabriqués de pierre de granite grise. Le 22 août 1937, une chaire de granite taillée en trois monolithes par Jos Lassonde, Patrice Tremblay et Omer Laroche a été installée en l'église Saint-Bernardin de Rivière-à-Pierre. Le 14 mai 1954, cette chaire de granite a été transportée au Montmartre Canadien, boul. Saint-Louis, en la ville de Québec. Puis 36 ans plus tard, lors des festivités du Centenaire de Rivière-à-Pierre de 1990, cette chaire a été retournée à Rivière-à-Pierre.
Le 14 mai 2025, la municipalité cite l'îlot paroissial en tant que site patrimonial.

### Réplique de la croix de Gaspé
Une réplique de la croix de Gaspé a été érigée au cœur du village de Rivière-à-Pierre. Cette croix fait la moitié de la hauteur de la croix de Gaspé originale.
La croix monolithique originale, installée à Gaspé avait été taillée en 1934, à partir d'un bloc de granite gris, extrait de la carrière d’Auguste Dumas de Rivière-à-Pierre. Cette croix de Gaspé qui pèse plus de 42 tonnes, a été transportée par deux wagons par la voie ferrée à partir de Rivière-à-Pierre. Puis la croix a été transportée sur un caboteur jusqu'au quai de Gaspé. Cette croix fut dressée sur son socle en utilisant un système de rails, de poulies et de câbles, tirée par la force de nombreux chevaux. Une stèle installée au pied de la croix de Gaspé a été inaugurée le 23 août 2009, à la mémoire des artisans de Rivière-à-Pierre qui ont extrait et taillé ce bloc de pierre, devenue une croix monolithique.
Érigée en 1934 et commanditée par le gouvernement fédéral pour célébrer le 400e anniversaire de l'arrivée de l'explorateur français Jacques Cartier dans la baie de Gaspé, le 24 juillet 1534, la croix de Gaspé a 32 pieds de hauteur. Les initiales des artisans seraient inscrites au sommet.